# Porella cymosa
Porella cymosa är en mossdjursart som beskrevs av Hayward 1994. Porella cymosa ingår i släktet Porella och familjen Bryocryptellidae. Inga underarter finns listade i Catalogue of Life.